# Principios de ciencia nueva
Ciencia nueva. Principios de ciencia nueva —cuyo nombre completo es Principios de ciencia nueva. En torno a la naturaleza común de las naciones— (título en italiano: Principi di Scienza Nuova d'intorno alla Comune Natura delle Nazioni) es la obra fundamental de Giambattista Vico, conocido filósofo de la historia italiano. La primera edición de Principios de Ciencia Nueva apareció en Nápoles en 1725, y fue corregida dos veces por el mismo autor, una en 1730 y la segunda de manera póstuma, en 1744, que fueron llamadas respectivamente Ciencia nueva segunda y Ciencia nueva tercera, para diferenciarlas de la edición original de 1725, aunque esas dos versiones posteriores solo variaban el encabezado y se limitaban a mencionar el carácter correctivo o aclaratorio de la versión.
Fue el primer libro que Vico escribió en italiano. En sus trabajos anteriores había utilizado el latín. Algunos expertos consideran que la novela Finnegans Wake de James Joyce se estructura en torno a Principios de ciencia nueva.